# Seznam předsedů vlád Jižní Afriky
Toto je seznam předsedů vlád Jihoafrické unie od vzniku tohoto úřadu v roce 1910, kdy vznikla Jihoafrická unie jako britské dominium, až do zrušení personální unie s Velkou Británií 31. května 1961, a dále předsedů vlád Jihoafrické republiky od vyhlášení republiky 31. května 1961 do roku 1984, kdy byl v Jihoafrické republice podle nové ústavy úřad předsedy vlády zrušen a vedení vlády převzal státní prezident.
Za časů Jihoafrické unie byl předseda vlády do úřadu jmenován generálním guvernérem, v Jihoafrické republice pak státním prezidentem. V praxi býval do úřadu uváděn vůdce většinové strany či koalice v dolní komoře jihoafrického parlamentu.

## Jihoafrická unie
| # |  | Jméno                                                                             | Obrázek | Narození – úmrtí | Nastoupil do úřadu | Opustil úřad       | Politická strana                                          |
| - |  | --------------------------------------------------------------------------------- | ------- | ---------------- | ------------------ | ------------------ | --------------------------------------------------------- |
| 1 |  | Louis Botha                                                                       |         | 1862 – 1919      | 31. května 1910    | 27. srpna 1919     | South African Party                                       |
| 2 |  | Jan Christiaan Smuts                                                              |         | 1870 – 1950      | 3. září 1919       | 30. června 1924    | South African Party                                       |
| 3 |  | Barry Hertzog                                                                     |         | 1866 – 1942      | 30. června 1924    | 5. září 1939       | Národní strana (do roku 1934) United Party (od roku 1934) |
| 3 |  | Barry Hertzog                                                                     |         | 1866 – 1942      | 30. června 1924    | 5. září 1939       | Národní strana (do roku 1934) United Party (od roku 1934) |
| - |  | Jan Christiaan Smuts                                                              |         | 1870 – 1950      | 5. září 1939       | 4. června 1948     | United Party                                              |
| 4 |  | Daniel François Malan                                                             |         | 1874 – 1959      | 4. června 1948     | 30. listopadu 1954 | Národní strana                                            |
| 5 |  | Johannes Gerhardus Strijdom                                                       |         | 1893 – 1958      | 30. listopadu 1954 | 24. srpna 1958     | Národní strana                                            |
| 6 |  | Hendrik Frensch Verwoerd od 31. května 1961 předsedou vlády Jihoafrické republiky |         | 1901 – 1966      | 2. září 1958       | 6. září 1966       | Národní strana                                            |

## Jihoafrická republika
| # |  | Jméno                                                                        | Obrázek | Narození – úmrtí | Nastoupil do úřadu | Opustil úřad  | Politická strana |
| - |  | ---------------------------------------------------------------------------- | ------- | ---------------- | ------------------ | ------------- | ---------------- |
| 1 |  | Hendrik Frensch Verwoerd do 31. května 1961 předsedou vlády Jihoafrické unie |         | 1901 – 1966      | 2. září 1958       | 6. září 1966  | Národní strana   |
| 2 |  | Balthazar Johannes Vorster                                                   |         | 1915 – 1983      | 13. září 1966      | 2. října 1978 | Národní strana   |
| 3 |  | Pieter Willem Botha                                                          |         | 1916 – 2006      | 9. října 1978      | 3. září 1984  | Národní strana   |